# Współczynnik wypierania
Współczynnik wypierania – określa się go jako:{\displaystyle {\frac {u^{*}-u}{u^{*}}},}
gdzie {\displaystyle u^{*}} oznacza mnożnik wydatków państwa przy amortyzującej polityce monetarnej, a {\displaystyle u} ten sam mnożnik, ale przy nie amortyzującej polityce monetarnej. Jeśli polityka monetarna nie jest amortyzująca, to wzrost dochodu narodowego spowodowany wzrostem wydatków państwa, będzie mniejszy niż w przypadku amortyzującej polityki monetarnej państwa, czyli mnożnik {\displaystyle {\frac {\Delta Y}{\Delta G}}} jest mniejszy na skutek efektu wypierania.